# Dihunamb
Dihunamb (Despertem-nos !), fou una revista mensual editada en dialecte gweneg del bretó, el primer número de la qual aparegué a An Oriant el gener de 1905.
Loeiz Herrieu el fou el fundador, al costat d'André Mellac, el principal animador i més tard director.
La revista edità 395 números. Va aparèixer contínuament (llevat una pausa de 5 anys durant la Primera Guerra Mundial) fins a l'abril de 1944.
André Bousquet, sots prefecte a An Oriant va fer interrompre la impressió de Dihunamb, el 1940.
La revista tractava de tots els temes i comptava amb 3 000 abonats.